# نیلز بژرو
نیلز بژرو (انگلیسی: Nils Bejerot; ۲۱ سپتامبر ۱۹۲۱ – ۲۹ نوامبر ۱۹۸۸) روان‌پزشک، و متخصص جرم‌شناسی اهل سوئد بود.